# Tipula stenostyla
Tipula stenostyla är en tvåvingeart som beskrevs av Evgenyi Nikolayevich Savchenko 1964. Tipula stenostyla ingår i släktet Tipula och familjen storharkrankar. Enligt den finländska rödlistan är arten sårbar i Finland. Artens livsmiljö är friska och lundartade naturmoar. Inga underarter finns listade i Catalogue of Life.